# ドレスデン=ノイシュタット駅

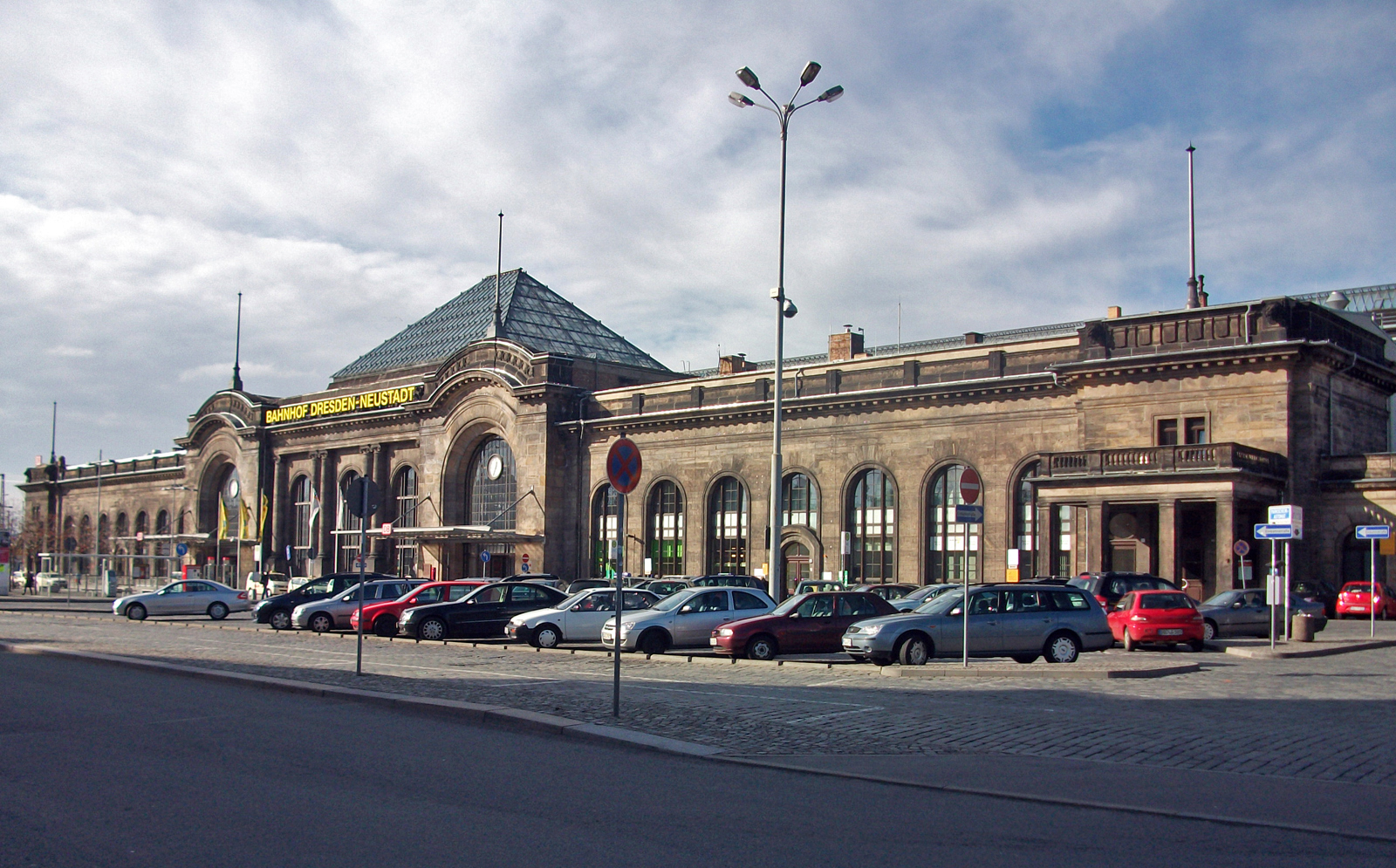
駅舎

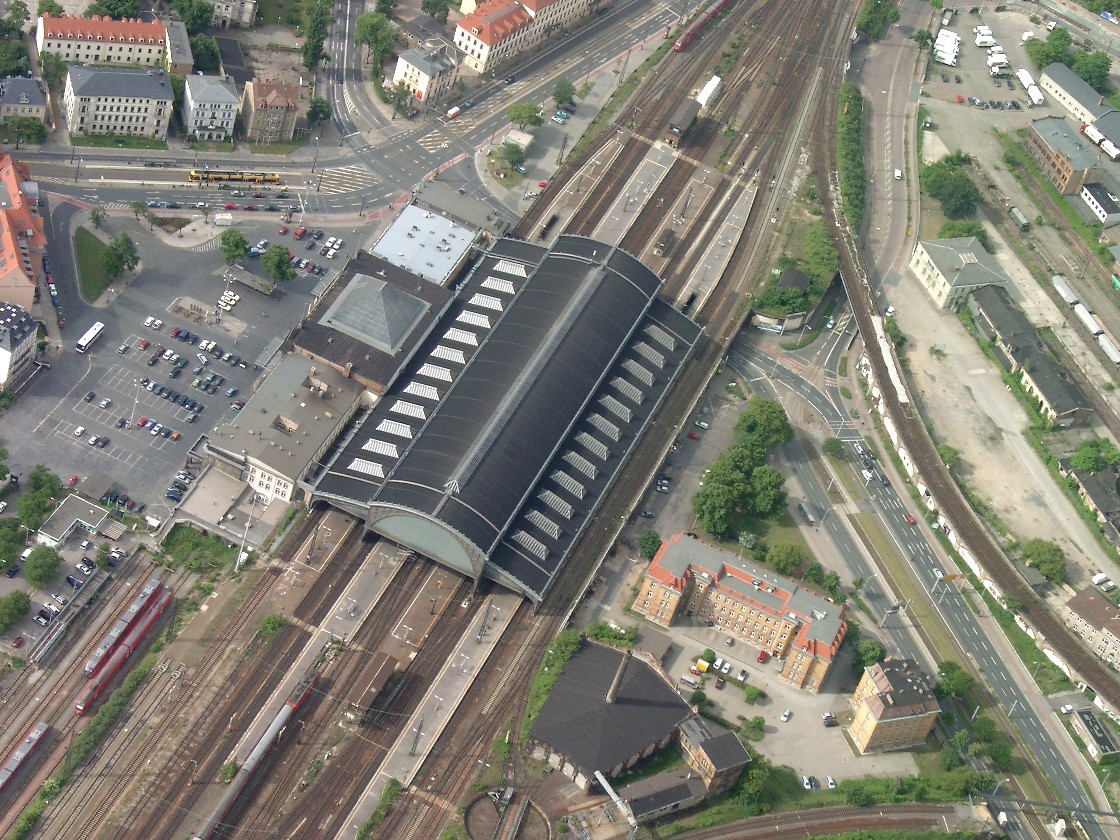
上空から

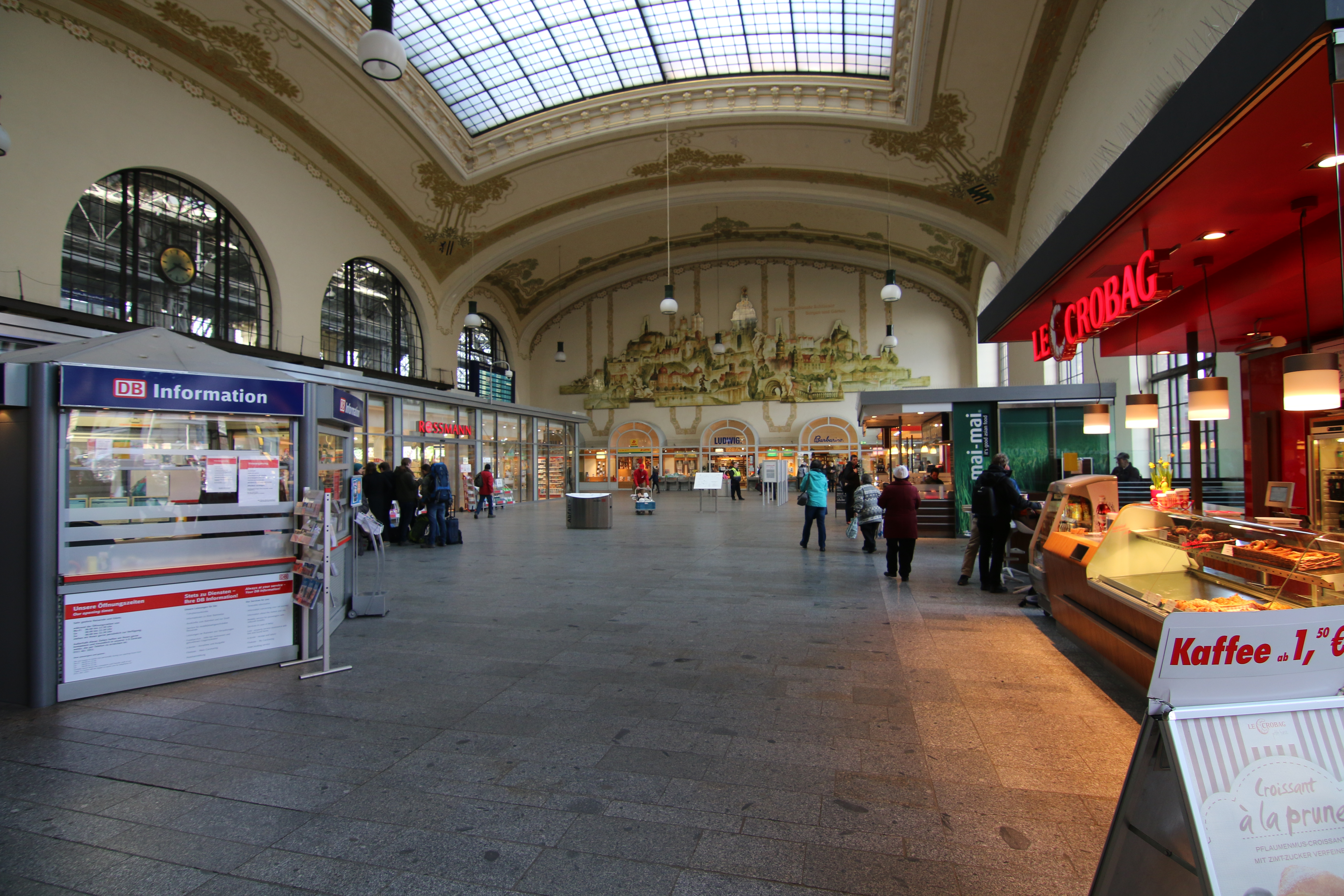
コンコース

ドレスデン=ノイシュタット駅（ドレスデン=ノイシュタットえき、Hauptbahnhof Dresden-Neustadt）は、ドイツ・ザクセン州の主要都市ドレスデンにある鉄道駅である。エルベ川北岸に位置し、1901年にライプツィヒ駅（1839年に開業したライプツィヒ–ドレスデン線の駅）およびシュレジェン駅（1847年に開業したゲルリッツ-ドレスデン線の駅）に取って代わる形で建設された。

## 概要
長距離輸送において重要な役割を果たし、ドイツの鉄道駅の分類ではカテゴリ2に属する。大多数の優等列車はドレスデン中央駅と当駅の両方に停車する。

## 歴史
1898年春に建設工事が開始され、1901年3月1日に開業した。1916年から18年にかけてはベルリンとイスタンブールを結ぶバルカン急行が停車していた。1918年9月22日には駅構内で大事故が発生して18人が死亡した。
1936年から39年にかけてドレスデン中央駅とベルリン・アンハルター駅（現在は廃止）を約100分で結ぶヘンシェルヴェーグマンが運行されていた。ドレスデン=ノイシュタット駅は唯一の途中停車駅であった。
第二次世界大戦中は一般旅客に加えて軍事輸送にも対処しなければならなかった。1日当たり平均28本の軍用列車が発着し、19,600人ものドイツ国防軍の兵士を輸送したほか、1942年から翌43年にかけてはユダヤ人を強制収容所に輸送する（ホロコースト）目的でも利用された。なお、1945年4月17日のドレスデン爆撃では深刻な被害を受けた。
戦後間もなく駅舎は再建されるが、ソビエト連邦への賠償のためにドレスデン周辺の線路は軒並み単線化された。1950年代以降に東ドイツ政府の下で再複線化が開始されるが、それまでの間は輸送面において著しい障害をきたした。
1969年には電化が行われ、1973年にはドレスデンSバーンの運行が開始された。また、1972年から東ドイツ唯一のカートレインの取り扱いが開始され、ブルガリアのヴァルナやハンガリーの首都ブダペストまで運行されていた。これらは東西統一後の1991年に廃止された。現在では代わりにレンタカーのサービスが用意されている。
蒸気機関車が牽引する急行列車は1977年9月24日まで運行されていたほか、普通列車や貨物列車には1987年まで蒸気機関車が用いられていた。
駅舎は1971年に改装されたほか、現在の駅管理室は1980年6月1日に使用開始された。ホームも1984年7月の朝鮮民主主義人民共和国の金日成主席の訪問に合わせてマイナーチェンジが行われた。駅のロビーはライプツィヒ - ドレスデン間の鉄道開通150周年に合わせて1989年に改装された（東西統一後の2001年にも再改装）。
ベルリンの壁崩壊直前には1日450本の列車が発着し、1日当たり50,000人の旅客が利用していた。
ドイツ再統一後の1991年夏以降はICの停車駅になり、1994年からはICEの運行が開始され1998年9月まで当駅に停車していた。1991年から2004年にかけてはヴロツワフおよびワルシャワ方面へのインターレギオも運行されていた。2009年以降はゲルリッツ経由でヴロツワフに向かうレギオナルエクスプレスが3往復運行されている。2009年12月13日から2013年末までの間はベルリン - ドレスデン - プラハを結ぶユーロシティは当駅を通過していた。

## 路線
- ライプツィヒ–ドレスデン線
- ジェチーン-ドレスデン＝ノイシュタット線
- ゲルリッツ-ドレスデン線（ドイツ語版）